# Джон Битов-старши
Джон Лазар Николов Битов-старши (на английски: John Lazar N. Bitove, Sr.) е канадски предприемач милиардер и македонистки емигрантски деец, бивш член на Централния комитет на Македонската патриотична организация.

## Биография
Джон Битов е роден през 1928 година в Торонто, Канада, в семейството на македонските емигранти Никола и Вана от Габреш, Егейска Македония, преселили се първо в Битоля, а след края на Първата световна война в Торонто. Родителите му даряват 1 500 долара за отпечатването на том втори от спомените на Иван Михайлов (1965) и 25 долара за отпечатването на четвърти том (1973). Никола Битов е дългогодишен настоятел на македоно-българската църковна община и на МПО „Правда“, Торонто. Прадядото на Джон Битов по майчина линия е Лабро Кизов, четник на Коте Христов, убил войводата Динчето (Дине) Яневски. А Лабро Тенекев (Кизов), внук на Лабро Кизов, е един от най-отявлените български дейци на МПО. Роднини на Джон Битов са още историкът от Република Македония Кръсте Битовски и първият му братовчед по майчина линия Стив Ставро. Джон Битов е член на църковната община към македоно-българската църква „Свети Георги“ в Торонто, а по-късно е член на ЦК на МПО, като по това време е поддържал връзки с бившия ръководител на ВМРО Иван Михайлов. Жени се за Доца А. Лазова от Шестеово (преселена във Форт Уейн, Индиана), с която имат пет деца – Вона, Том, Ник, Джон-младши и Джордан.
Битов развива голяма верига от заведения за хранене. До края на 80-те години на XX век създава Bitove Corporation, която е най-голямата частна компания за производство на храни в Канада. През 1989 година е отличен с Ордена на Канада. Създава обществени организации, като домове за възрастни и служба за превенция на детската престъпност, съвместно с полицията на Торонто. Библиотеката на Университета на Западен Онтарио носи името на Джон и Доца Битови.
В началото на 90-те години на XX век Джон Битов заема крайни македонистки позиции и поддържа близки отношения с политическия елит в Република Македония, най-вече с президента Киро Глигоров. Създава Интернационалното македонско лоби, организация която цели да помогне на Република Македония за нейното международно признание. За целта са наети бивши съветници на двама президенти на САЩ и на един министър-председател на Канада, които да лобират западните правителства за признаването на Република Македония в ООН. През 1992 година Джон Битов организира и Световен македонски конгрес с подкрепата на президента на Република Македония Киро Глигоров като опозиция на Световния македонски конгрес на Тодор Петров, тогава депутат от ВМРО-ДПМНЕ. Джон Битов осигурява значително количество финансови ресурси за македонистката диаспора в САЩ и раздава „милиони долари“ за промотиране интересите на Република Македония. Поддръжник е на иредентистката идея за Обединена Македония, която предвижда територии в Гърция и България да бъдат присъединени към Република Македония.